# Camilo Sinfónico
Camilo Sinfónico es un EP de canciones de Camilo Sesto, pero en versión sinfónico. Fue anunciado el 8 de noviembre de 2018 a través de su cuenta en YouTube, y lanzado al mercado el 23 de noviembre del mismo año a través de Sony Music Entertainment España. Fue el último álbum que publicó en vida el cantautor español antes de su muerte.

## Producción
La idea de publicar este EP, surgió después que Mónica Naranjo, interpretase una versión de «Vivir así es morir de amor» junto a la Orquesta y Coro de RTVE para la gala del 60 aniversario de TVE en diciembre de 2016. Sesto contó con Pepe Herrero para la producción musical y con la colaboración de la Orquesta Sinfónica de RTVE, y la intervención de las cantantes españolas Marta Sánchez, Pastora Soler, Ruth Lorenzo, Mónica Naranjo, el grupo femenino mexicano Pandora, y el cantautor mexicano Carlos Rivera.

## Canciones
El disco fue editado en una versión normal y una deluxe que incluía un documental de 70 minutos dirigido por Óscar García Blesa.

Todas las canciones escritas y compuestas por Camilo Sesto. 
| N.º | Título                                                              | Duración |  |
| 1.  | «Perdóname»                                                         |          |  |
| 2.  | «El amor de mi vida»                                                |          |  |
| 3.  | «Vivir así es morir de amor»                                        |          |  |
| 4.  | «Melina»                                                            |          |  |
| 5.  | «¿Quieres ser mi amante?»                                           |          |  |
| 6.  | «Getsemaní (Oración del huerto)»                                    |          |  |
| 7.  | «Quererte a ti» (piano y voz)                                       |          |  |
| 8.  | «Ayudadme»                                                          |          |  |
| 9.  | «Algo de mí»                                                        |          |  |
| 10. | «Como cada noche»                                                   |          |  |
| 11. | «Algo más»                                                          |          |  |
| 12. | «Perdóname» (con Marta Sánchez)                                     |          |  |
| 13. | «Quererte a ti» (con Pastora Soler)                                 |          |  |
| 14. | «Amor… amar» (con Ruth Lorenzo)                                     |          |  |
| 15. | «Vivir así es morir de amor» (versión Mónica Naranjo – Bonus Track) |          |  |